# Rhyacophila morsei
Rhyacophila morsei là một loài Trichoptera trong họ Rhyacophilidae. Chúng phân bố ở miền Cổ bắc.